# ژوزف-آنتوان بل
ژوزف-آنتوان بل (فرانسوی: Joseph-Antoine Bell‎؛ زادهٔ ۸ اکتبر ۱۹۵۴) بازیکن فوتبال اهل کامرون بود.
از باشگاه‌هایی که در آن بازی کرده‌است می‌توان به باشگاه فوتبال المپیک مارسی، باشگاه فوتبال سن-اتین، باشگاه فوتبال مقاولون عرب، و باشگاه فوتبال بوردو اشاره کرد.
وی همچنین در تیم ملی فوتبال کامرون بازی کرده‌است.